# Ryo Wada
Ryo Wada (和田 凌 Wada Ryo?), född 5 juli 1995 i Tochigi prefektur, är en japansk fotbollsspelare som spelar för Sagan Tosu.

## Karriär
Wada började sin karriär 2018 i FC Ryukyu. 2019 flyttade han till Kagoshima United.
Inför säsongen 2021 värvades Wada av Sagan Tosu. I februari 2022 lånades han ut till australiska Brisbane Roar på ett låneavtal över resten av säsongen 2021/2022.